# Polycyrtus alboannulatus
Polycyrtus alboannulatus är en stekelart som beskrevs av Szepligeti 1916. Polycyrtus alboannulatus ingår i släktet Polycyrtus och familjen brokparasitsteklar. Inga underarter finns listade i Catalogue of Life.